# Messier 18
Messier 18 este un obiect ceresc care face parte din Catalogul Messier, întocmit de astronomul francez Charles Messier. Acesta a descoperit acest obiect ceresc în anul 1764. M18 este situat între obiectele Messier 17 și Messier 24.